# 千葉県道76号成東酒々井線
千葉県道76号成東酒々井線（ちばけんどう76ごう なるとうしすいせん）は、千葉県山武市から印旛郡酒々井町を結ぶ県道（主要地方道）である。

## 概要
当県道は山武市津辺 - 酒々井町上本佐倉を結ぶ主要地方道である。また、総武本線の千葉駅 - 佐倉駅を結ぶ国道51号と成東駅 - 銚子駅を結ぶ国道126号とともに、佐倉駅 - 成東駅間の補填的な道路である。八街市の一部区間は八街バイパスに指定されている。

## 路線状況
起点は山武市であるが、上記にある総武本線の上り側である酒々井町から路線状況を記す。

### 酒々井町区間
終点の国道296号側の「上本佐倉」交差点から250m下ると国道51号側の「上本佐倉」交差点に出る。そこから下ること900mで左手に北総変電所が見える。しばらくすると明治期の道路を踏襲する急カーブに差し掛かり、左にある林を抜けたところで「JR南酒々井駅入口」交差点に出る。そこで総武本線の南酒々井駅は右手に分かれる。そこから直進し下ると東関東自動車道の下をくぐり、谷を過ぎるとカーブに差し掛かる。総武本線の「宮前橋」跨線橋を渡ると、線路の右手すぐ側を通過する。明治期には逆側の左側の道路しかなく往来が多かったが、現在は市道と化している。800mほど直進の道路を南下して八街市に入る。

### 八街市区間
そして、800mほどで榎戸駅に着く。そこからセリア八街榎戸店やランドローム八街店などのスーパーが立ち並び、1.3kmすると、千葉県立八街高等学校が右手に見えてくる。そこから800mほどに交差点があり、ここで富山（とみやま）、文違（ひじかい）地区方面と分かれる。およそ1.3kmすると、同市八街ほ付近に入り、八街市立図書館や八街市中央公民館、焼肉宝島八街店、佐倉警察署八街幹部交番が並ぶ。なお、そこから八街バイパスの区間に入り、「五区」交差点より約1.2km下ると、国道409号に出る。そこから、八街駅方面に450m上ると、「日向入口」交差点に出る。右手に曲がり、350m下ると「大木」交差点に着き、2011年に開通した八街バイパスが左手にある。当県道は直進し、山武市に入る。

### 山武市区間
八街市大木を過ぎ、そこから1.4kmは歩道も整備されており、センターラインもあるが、山武市大木の総武本線「日向街道踏切」付近で少し狭くなる。踏切を渡るとおよそ2.8kmは比較的整備されている区間になる。山武市惟崎付近で旧道と新道が入り混じる。

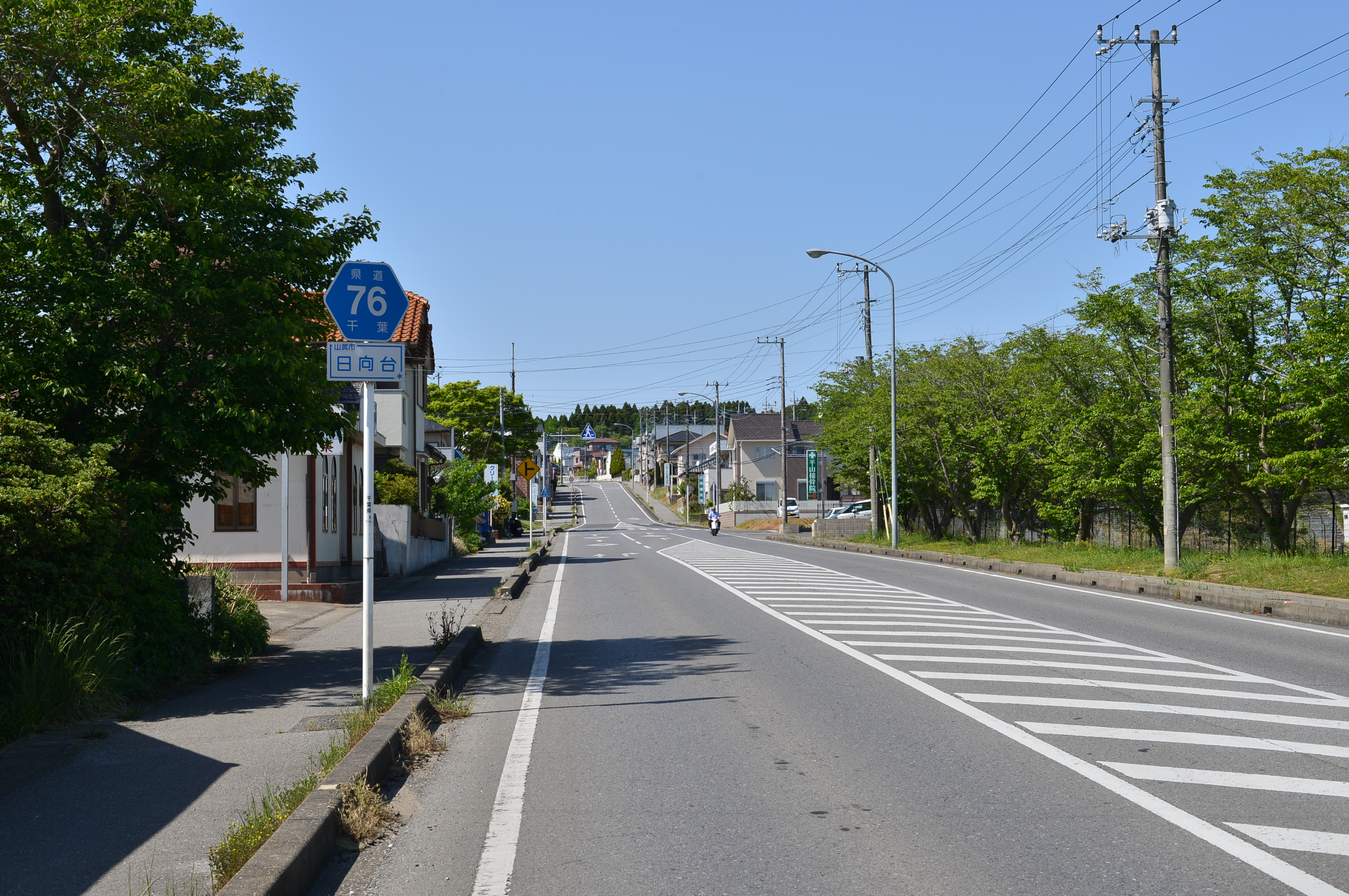
千葉県道76号成東酒々井線
山武市惟崎・日向台のバイパス道路（2015年5月）

新道は直進し、日向台を通り抜け、旧道と合流する。旧道は右手に折れ、日向駅方面に向かう。旧道はセンターラインや歩道も整備されていないうえ、国道409号極楽寺方面に向かう自動車が多いため危険である。総武本線のすぐ脇を通り、しばらくすると日向駅が右手に見える。なお、千葉県道117号はここで右手に分かれ、旧道は直進する。「日向台入口」交差点で新道と合流した後は、比較的に整備されており、市街地方面に向かう。およそ1.1kmを過ぎると上空に高圧送電線 房総線が見え、その直下では当県道は急激に狭くなり、両脇にはガードレールが突然現れる。また、歩道もセンターラインも消え、待避所も無いため大型車は対向車が来た場合は待つことになる。そこから450mで圏央道の山武成東ICに着く。ここからは、右手脇に総武本線と並行し、約2.9km過ぎると「和田踏切」を渡り、市街地に入る。市街地に入ると歩道・センターラインが無い道が続く。600mほどで、浪切不動院と通じる道路に着くが、成東高校の通学路であるため、しばしば山武警察や高校職員が指導をしている。そこから60mで、銚子道・銚子街道に出る。その前方の綺麗に整備された道路は国道126号側から山武成東ICに向かう道が当県道しか無く、慢性的な渋滞になっていたため2000年代にできた道路である。そこから起点に向かい左に折れ、約200mの区間は街道を踏襲している。当県道は右に折れ、街道は千葉県道213号が踏襲し、100mの区間を県道213号と重複し、起点の「津辺」交差点に出る。起点で国道126号、千葉県道118号、千葉県道121号と接続する。

## 路線データ
- 起点：千葉県山武市津辺
- 終点：千葉県印旛郡酒々井町上本佐倉
- 距離：20.7km

## 重複区間
- 千葉県道213号成東停車場線
千葉県山武市津辺「津辺」交差点 - 同市津辺（信号・交差点名 無し）交差点
重複区間は100mである。
- 千葉県道117号日向停車場極楽寺線
千葉県山武市惟崎370 - 惟崎363
重複区間は260mである。
- 国道409号
千葉県八街市八街ほ「日向入口」交差点 - 同市八街ほ「（信号名 無し）」交差点[注釈 10]
重複区間は450mである。

## 地理

### 通過する自治体
- 千葉県
  - 山武市 - 八街市 - 印旛郡酒々井町

### 交差する道路
- 国道126号・千葉県道118号成東山武線・千葉県道121号成東鳴浜線（山武市津辺、「津辺」交差点、起点）
- 千葉県道213号成東停車場線（山武市津辺、「津辺」交差点 - 「（信号・交差点名 無し）」交差点、100m重複）
- 圏央道（山武市矢部、山武成東IC）
- 千葉県道117号日向停車場極楽寺線（山武市椎崎370 - 惟崎363、260m重複）
- 千葉県道116号横芝山武線（山武市椎崎、「椎崎」交差点）
- 国道409号（八街市八街ほ、「日向入口」交差点 - 「（交差点名 無し）」交差点、450m重複）
- 千葉県道22号千葉八街横芝線（八街市八街ほ、「五区」交差点）
- 国道51号（印旛郡酒々井町上本佐倉、「上本佐倉」交差点）
- 国道296号（印旛郡酒々井町上本佐倉、「上本佐倉」交差点、終点）